# Ifj. Lele József Néprajzi Magángyűjteménye
Ifj. Lele József Néprajzi Magángyűjteménye Szeged-Tápén (6753, Vártó utca 4.) található magángyűjtemény, mely 1998-ban 4500 tárgyat és egyéb archivális anyagot (fénykép, dia, hangfelvétel) őriz Tápé múltjából. Legfontosabb tárgyegyüttesei a halászat, viselet és a gyékényfeldolgozás köréből származnak.
Állandó kiállításán enteriőrökbe rendezve tekinthetők meg a gyűjtemény legértékesebb darabjai, makettek, és Bálint Sándor néprajztudós tápéi tartózkodását felidéző fényképek.